# Marahuacaea
Marahuacaea es un  género monotípico de plantas herbáceas pertenecientes a la familia Rapateaceae. Su única especie: Marahuacaea schomburgkii (Maguire) Maguire, Acta Bot. Venez. 14(3): 16 (1984), es originaria del sur de Venezuela en el Cerro Makahuaka.

## Sinonimia
- Amphiphyllum schomburgkii Maguire, Mem. New York Bot. Gard. 10(1): 30 (1958).[1]